# Мол (Ада)
Мол (мађ. Mohol) је градско насеље у општини Ада, у Севернобанатском управном округу, у Србији. Према попису из 2022. било је 4.858 становника.
Овде се налазила Родна кућа Новака Радонића, од споменика културе ту су Српска православна црква у Молу и Заветни крст у Молу.

## Географски положај
Мол је село у средишњем делу Потисја, подигнуто уз десну обалу реке Тисе, у источном делу Бачке, 4 километра јужно од суседног насеља Аде, на магистралном путу Нови Сад – Хоргош – Сегедин, који се протеже у правцу север-југ и од виталног значаја за место и његове житеље. На правцу исток-запад путеви су локалног значаја, сем једног летњег, Великог Молског пута, који повезује село са Оборњачом, Његошевом и Бачком Тополом. Молски атар је издуженог облика и протеже се из правца истока ка западу и пре Другог светског рата био је дуг 32 километра, површине 25.530 јутара (14.802 хектара). Данашња површина атара износи 12.418 јутара. Село се налази на самом источном делу атара, непосредно уз западну обалу Тисе.

## Историја
До средине 18. века Мохол (Мол) је имао милитарски статус и у њему су живели претежно Срби граничари. Када је новембра 1750. године обављено изјашњавање (гласање) из места су се одлучили за провинцијални статус официри: Драгић Каракашевић хаднађ, Велимир Аврамовић такође и барјактар Остоја Кубурин. А само хаднађ Неђо Марковић се изјаснио за милитарски статус и потом одселио.

## Демографија
У насељу Мол живи 5411 пунолетних становника, а просечна старост становништва износи 40,7 година (39,1 код мушкараца и 42,1 код жена). У насељу има 2625 домаћинстава, а просечан број чланова по домаћинству је 2,50 (попис 2002).
Становништво у овом насељу веома је нехомогено, а у последња три пописа, примећен је пад у броју становника.
У овом месту рођени су епископ вршачки Иларион Радонић (1871—1932), епископ горњокарловачки Сава Трлајић (1884—1941), као и епископ будимски Лукијан Пантелић (1950), историчар Јован Радонић (1873—1956), и књижевници Глигорије Трлајић (1776—1811) и Павле Угринов (1926—2007).
|             | \| Демографија[2] \| Демографија[2] \| Демографија[2] \| \| Година \| Становника \| Становника \| \| -------------- \| -------------- \| -------------- \| \| 1948. \| 8.275 \| \| \| 1953. \| 8.121 \| \| \| 1961. \| 8.097 \| \| \| 1971. \| 8.128 \| \| \| 1981. \| 7.950 \| \| \| 1991. \| 7.522 \| 7.385 \| \| 2002. \| 6.786 \| 7.020 \| \| 2011. \| 6.009 \| \| |            |
| Демографија | |            |
| Година      | Становника | Становника |
| 1948.       | 8.275 |            |
| 1953.       | 8.121 |            |
| 1961.       | 8.097 |            |
| 1971.       | 8.128 |            |
| 1981.       | 7.950 |            |
| 1991.       | 7.522 | 7.385      |
| 2002.       | 6.786 | 7.020      |
| 2011.       | 6.009 |            |

| Етнички састав према попису из 2002.‍ | Етнички састав према попису из 2002.‍ | Етнички састав према попису из 2002.‍ | Етнички састав према попису из 2002.‍ | Етнички састав према попису из 2002.‍ |
| ------------------------------------ | ------------------------------------ | ------------------------------------ | ------------------------------------ | ------------------------------------ |
|                                      |                                      |                                      |                                      |                                      |
| Мађари                               | Мађари                               |                                      | 4.217                                | 62,14%                               |
| Срби                                 | Срби                                 |                                      | 2.189                                | 32,25%                               |
| Роми                                 | Роми                                 |                                      | 153                                  | 2,25%                                |
| Југословени                          | Југословени                          |                                      | 52                                   | 0,76%                                |
| Хрвати                               | Хрвати                               |                                      | 22                                   | 0,32%                                |
| Албанци                              | Албанци                              |                                      | 10                                   | 0,14%                                |
| Црногорци                            | Црногорци                            |                                      | 8                                    | 0,11%                                |
| Немци                                | Немци                                |                                      | 5                                    | 0,07%                                |
| Словаци                              | Словаци                              |                                      | 4                                    | 0,05%                                |
| Русини                               | Русини                               |                                      | 3                                    | 0,04%                                |
| Муслимани                            | Муслимани                            |                                      | 3                                    | 0,04%                                |
| Буњевци                              | Буњевци                              |                                      | 3                                    | 0,04%                                |
| Украјинци                            | Украјинци                            |                                      | 2                                    | 0,02%                                |
| Словенци                             | Словенци                             |                                      | 2                                    | 0,02%                                |
| Македонци                            | Македонци                            |                                      | 2                                    | 0,02%                                |
| Румуни                               | Румуни                               |                                      | 1                                    | 0,01%                                |
| непознато                            | непознато                            |                                      | 27                                   | 0,39%                                |

| Година пописа     | 1948. | 1953. | 1961. | 1971. | 1981. | 1991. | 2002. |
| ----------------- | ----- | ----- | ----- | ----- | ----- | ----- | ----- |
| Број домаћинстава | 2.423 | 2.520 | 2.640 | 2.655 | 2.975 | 2.737 | 2.625 |

| Број чланова      | 1   | 2   | 3   | 4   | 5   | 6  | 7 | 8 | 9 | 10 и више | Просек |
| ----------------- | --- | --- | --- | --- | --- | -- | - | - | - | --------- | ------ |
| Број домаћинстава | 684 | 789 | 497 | 505 | 111 | 32 | 4 | 3 | 0 | 0         | 2,50   |

| Пол    | Укупно | Неожењен/Неудата | Ожењен/Удата | Удовац/Удовица | Разведен/Разведена | Непознато |
| ------ | ------ | ---------------- | ------------ | -------------- | ------------------ | --------- |
| Мушки  | 2.732  | 785              | 1.670        | 124            | 152                | 1         |
| Женски | 2.948  | 496              | 1.680        | 604            | 168                | 0         |
| УКУПНО | 5.680  | 1.281            | 3.350        | 728            | 320                | 1         |

## Познате личности

### Новак Радонић (1826—1890)
Рођен је у Молу 31. марта 1826. године, од оца Павла и мајке Екатерине. У Молу је завршио и основну школу, која данас носи његово име. Гимназијско школовање је започео у Сегедину и већ тада се почео бавити сликарством. Поред сликарства бавио се и књижевним радом.
Током свог боравка у Сентомашу, док је осликао тамошњу цркву, објавио је у "Даници" и чланак: "Молчани и Сетомашани".
Умро је 1890. године у кући свог пријатеља др Јована Јовановића Змаја.

### Јосип Млинко - Мимика (1876—1962)
Јоца Млинко је рођен у Суботици 3. јула 1876. године. Завршио је Војно-дворску музичку школу у Београду и после тога дошао у Мол. Ту је основао и водио црквено певачко друштво при православној цркви. Такође и тамбурашко друштво "Лира". Бавио се и компоновањем. "Капларско коло" је објавио 1893. Објавио је и "Коло младежи марш", "Милетића марш", "Мимикино коло", "Буњевачке игре"... Компоновао је и мелодију за песму "Што ћу нане болује ми дика", "Све због твојих пољубаца дивних"...
Снимио је и већи број грамофонских плоча.
Умро је у Молу 9. новембра 1962. године где је и сахрањен.